# Eduard Fischer (biolog)
Eduard Fischer, född 1861, död 1939, var en schweizisk botaniker.
Eduard Fischer var son till Ludwig Fischer. Han blev filosofie doktor i Strassburg 1883, docent vid universitetet i Bern 1885 och var professor där 1897–1933. Med utgångspunkt från sina talrika deskriptiva arbeten över skilda svampgrupper, främst rost- och buksvampar samt tryfflar och övriga underjordiskt levande svampar, lämnade Fischer väsentliga bidrag till kännedomen om svamparnas morfologi och systematik samt gjorde inlägg i diskussionen om anpassningen, artbegreppet och andra allmänt biologiska frågor. Bland Fischers skrifter märks Tyuberaceen und Hemiasceen (i Gottlob Ludwig Rabenhorst, Kryptogamenflora von Deutschland, Österreich under der Schweiz, 2:a upplagan 1:5, 1897), Untersuchungen zur vergleichenden Entwicklungsgeschichte und Systematik der Phalloideen, mit einem Anhang: Verwandtschaftsverhältnisse der Gastromyceten (i Denkschriften der Schweizerischen naturforschenden Gesellschaft, 36, 1900), Biologie der pflanzenbewohnenden parasitischen Pilze (jämte Ernst Gäumann, 1929), Gastromycetaceae (i Adolf Engler & Carl Prantl, Die natürlichen Pflanzenfamilien, 2:a upplagan, 7 a, 1933) och Tuberineae Die natürlichen Pflanzenfamilien, 5 b:8, 1938)